# Fancy (Band)
Fancy war eine kurzlebige, britische Pop-Rockband, die 1974 aus einem ein Jahr zurückliegenden Studioprojekt des Produzenten Mike Hurst und des Gitarristen Ray Fenwick entstand.

## Geschichte
Mike Hursts initiale Idee für das erst später Fancy genannte Projekt war, den Troggs-Klassiker Wild Thing mit Funk-Rhythmen und mehr Sexappeal als das Original seiner Meinung nach hatte, neu aufzulegen. Der mit ihm befreundete Gitarrist Ray Fenwick beteiligte sich von Beginn an bei den Aufnahmen und der stilistischen Ausarbeitung des Songs. Als Studiomusiker kamen der Bassist Mo Foster, Keyboarder Alan Hawkshaw und Schlagzeuger Henry Spinetti hinzu. Bei der Besetzung der Leadvocals entschied man sich schließlich für das ehemalige Penthouse Pet (Oktober 1971) Helen Caunt, die ihren Beitrag allerdings mehr stöhnte als sang.
Im Frühjahr 1973 erschien die Single auf Atlantic Records, hinterließ in Großbritannien aber keinen größeren Eindruck. Erst als Wild Thing nach über einem Jahr Verzögerung auf dem Atlantic-Sublabel „Big Tree“ auch in den USA erschien und dort überraschenderweise zum Top-20-Hit avancierte, entstand aus dem bisherigen Studioprojekt Fancy eine Band, allerdings mit zwei Neubesetzungen. Als Sängerin wurde Annie Kavanagh engagiert, da die gesanglichen Leistungen von Helen Caunt für Liveauftritte weniger geeignet zu sein schienen. Den Platz am Schlagzeug übernahm Les Binks.
Im Sommer 1974 tourte Fancy durch Nordamerika und spielte u. a. im Vorprogramm von Steppenwolf, Kiss und Wishbone Ash. Das erste, ebenfalls Wild Thing betitelte und von Mike Hurst produzierte Album enthielt auch die Nachfolgesingle Touch Me, die es Ende 1974 ebenfalls in die Top-20 der US-Billboard-Charts schaffte. Trotz der beiden Single-Erfolge verkaufte sich das Album nicht besonders gut und die Gruppe wechselte danach zu Arista Records.
Weitere Charterfolge blieben jedoch aus, und nach dem zweiten 1975er Album Fancy Turns You On (in Großbritannien Something to Remember), das eine Coverversion von Stevie Wonders I Was Made to Love Her - bei Fancy entsprechend I Was Made to Love Him - enthält, löste sich das Bandprojekt auf.

## Diskografie

### Alben
- 1974: Wild Thing (Atlantic, Collectables 2006)
- 1975: Fancy Turns You On aka Something to Remember (RCA bzw. Arista)
- 2001: Wild Thing / Turns You On (Angel Air)

### Singles
- 1973: Wild Thing (Atlantic)
- 1974: Touch Me (Atlantic)
- 1975: She’s Riding the Rock Machine (Arista)
- 1975: I Was Made to Love Him (Arista)
- 1975: Music Maker (Arista)